# مشتاق طالب السعيدي
مشتاق طالب السعيدي المعروف بـ أبو تقوى (ق. 1980 -4 يناير 2024)، قائد عسكري عراقي شغل منصب آمر لواء 12 في قوات الحشد الشعبي، ضمن حركة النجباء التي يقودها السياسي العراقي أكرم الكعبي، وكان يشغل منصب معاون قائد عمليات حزام بغداد في قوات الحشد الشعبي. وكان ضالعا في التخطيط لشن هجمات ضد القوات الأمريكية. اغتيل في عملية عسكرية أمريكية بواسطة صاروخ أطلق من قبل مسيرة.

## اغتياله
اغتيل مشتاق طالب صباح يوم الخميس 22 جُمادى الآخرة 1445هـ، الموافق 4 كانون الثاني 2024، بواسطة طائرة مسيرة أميركية أطلقت أربعة صواريخ على مجموعة عجلات تُقلّ عناصر من حركة النجباء داخل مرآب سيارات تابع للحركة في منطقة شارع فلسطين، شرقي بغداد، بلغ عدد القتلى حوالي ثمانية أشخاص بعد وفاة أحد المقاتلين متأثرا بجراحهِ.
كانت الطائرة المسيرة تلاحق الرتل من الحدود السورية حتى وصلت إلى بغداد، قبل أن تنفيذ العملية داخل مقر حركة النجباء، القريب من موقع وزارة الداخلية العراقية.